# Apollo (hop)
Apollo is een hopvariëteit, gebruikt voor het brouwen van bier.
Deze hopvariëteit is een “bitterhop”, bij het bierbrouwen voornamelijk gebruikt voor zijn bittereigenschappen. Deze Amerikaanse cultivar is een resultaat van een kruisbestuiving in 2000 in de Golden Gate Roza Hop Ranches te Prosser, Washington. Deze hop wordt gebruikt in Amerikaanse ales.

## Kenmerken
- Alfazuur: 15 – 19%
- Bètazuur: 5,5 – 8%
- Eigenschappen: super alfa hop met citrus toetsen, sinaasappel, rozijnen, kruidig